# Австралийская музыка
Австралийская музыка — музыкальная культура австралийского континента. На формирование австралийской музыки оказывало влияние два фактора: аборигенная музыкальная культура и привнесённая с XVIII века музыкальная культура европейских колонизаторов, основу которой составляла английская музыка.
Австралийская музыка представлена такими исполнителями как оперные певицы Нелли Мельба и Джоан Сазерленд, классический пианист и композитор Перси Грейнджер, кантри-исполнители Слим Дасти и Кит Урбан, популярные исполнители Оливия Ньютон-Джон, Кайли Миноуг, Дельта Гудрем, Сиэ Фёрлер, Коди Симпсон, Джессика Маубой, Хавана Браун, Готье, Тина Арена, Питер Андре и  Хелен Редди, поп-группа The Mixtures, синти-поп-группа Cut Copy, джазовый гитарист Томми Эммануэль, пионер рок-н-ролла Джонни О’Киф, поп/фолк-группа The Seekers, рок-группы Men At Work, The EasyBeats, Air Supply, Crowded House, AC/DC, INXS, Little River Band, Nick Cave and the Bad Seeds, Midnight Oil, Silverchair, Youth Group и Pendulum, поп-рок-дуэт Savage Garden, представители альтернативной музыки The John Butler trio, Wolfmother, Tame Impala и The Vines.

## История австралийской музыки

### Музыка аборигенов Австралии

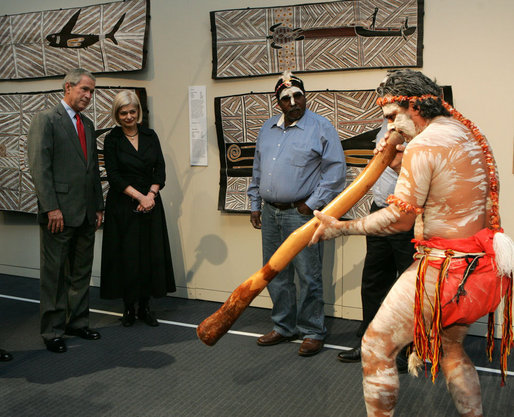
Исполнение традиционной пляски в Австралийском национальном морском музее

Музыка австралийских аборигенов, заселивших континент десятки тысяч лет назад, является частью их общественной жизни и быта. Она относится к доисторической музыке и в основном представлена песнями и плясками.

Пляски австралийцев носят как культовый, так и бытовой характер. Одной из разновидностей праздничных плясок является корробори (англ. corroborree). Танцы играют доминирующую роль в музыке австралийцев, им подчиняется развитие песенного творчества.
Песни коренных австралийцев состоят из коротких напевов, содержащих повторяющиеся или постепенно восходящие и нисходящие звукоряды. Их диапазон редко превышает три ступени, хотя в Центральной Австралии встречаются и более длинные, свыше октавы, напевы. Ритм песен, как правило, связан с танцами, которые они сопровождают, и обладает сходством с прыжками кенгуру и движениями других животных, являющихся объектом охоты.
При хоровом исполнении используется транспонирование на октаву, реже на кварту или квинту, что придаёт звучанию объём. По мнению некоторых исследователей, эти приёмы могут рассматриваться как зачатки многоголосия.
Характерной особенностью музыки австралийских аборигенов является связь между содержанием песни и её ладовым строем, который различается для охотничьих, обрядовых, любовных и корробори. Варьирование тембра пения во время плясок достигается с помощью хлопков в ладоши, по животу или бёдрам.
В качестве музыкальных инструментов аборигены используют простейшие ударные; дощечку на верёвке, которая издаёт гудящий звук при вращении, носовую флейту (в Северной Австралии). В качестве ударных используются камни; куски дерева или бумеранги; шкуры животных, натянутые между колен или на деревянную основу-резонатор. Для усиления звука голоса используется диджериду (англ. Didgeridoo) — труба из бамбука или полого куска дерева.

### Колониальная музыка
В конце XVIII века в Австралии появились первые европейские колонисты, с которыми на континент начала проникать европейская музыка. Основу музыкальной культуры переселенцев составляли английские и частично ирландские народные песни и произведения, созданные по их подобию. Первые профессиональные выступления: инструментальные и хоровые концерты — относятся к 1830 году. В 1833 году основано Сиднейское филармоническое общество. В 1834 году в Сиднее состоялось первое оперное представление.
В 1847 году поставлена первая национальная опера «Дон Джон Австрийский» композитора А. Натана. В 1850-х годах организацией постановок итальянских опер в различных городах Австралии занималась компания под руководством дирижёра Л. X. Лавеню. Вторая половина XIX века также отмечена многочисленными гастролями в Сиднее оперных, балетных и опереточных трупп. В 1880 году появился первый австралийский камерный ансамбль — квартет Зербини. 1906 году основан первый симфонический оркестр под руководством А. Зелмана.
В 1836 году скрипач У. Уоллес и органист Ф. Дин открыли первые в Австралии музыкальные школы. В 1883 году в Аделаиде появился музыкальный колледж, впоследствии ставший консерваторией. Также в консерваторию выросла и музыкальная школа в Мельбурне, открытая в 1900-е годы. Сиднейская консерватория (англ. Sydney Conservatorium of Music) была основана в 1914 году, а в 1925 году там же открылась оперная школа.

## Современная австралийская музыка

### Классическая музыка

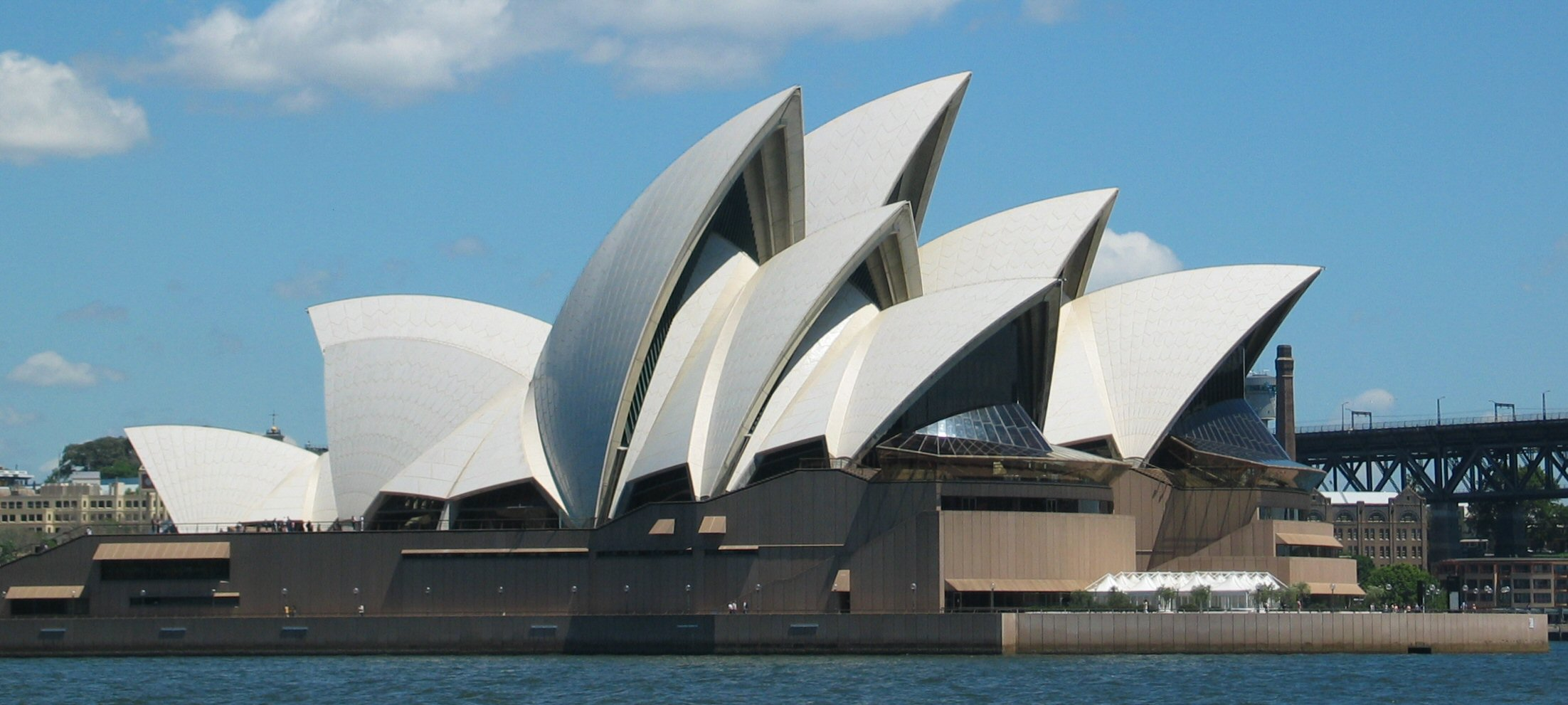
Сиднейский оперный театр — один из символов Сиднея

В Австралии действует шесть постоянных симфонических оркестров: Мельбурнский, Сиднейский, Квинслендский, Тасманийский, Южно-австралийский и Западно-австралийский — образованные в середине XX века. В 1973 году в Сиднее открылся оперный театр, ставший визитной карточкой города и включённый в список Всемирного наследия ЮНЕСКО.
В 1932 году основан Национальный совет музыкальных ассоциаций, в 1935 году — Гильдия австралийских композиторов. Каждые два года начиная с 1960 в Аделаиде проходит фестиваль искусств.

### Кантри
Австралия имеет давние традиции кантри-музыки, имеющей стиль, отличный от американского. Австралийская кантри-музыка основана на фольклорных традициях Ирландии, Англии, Шотландии и других наций. Её примерами могут служить песни конца XIX века Botany Bay и «Вальсируя с Матильдой»; последняя в 1977 году претендовала стать гимном Австралии. В них заметны сильные влияния кельтских баллад и немного американской кантри-музыки. Кантри-песни, написанные исключительно на австралийские мотивы, носят особое название — «музыка буша». Но с 1930-х годов кантри-сцена Австралии стала испытывать сильнейшее влияние западных стран. Это направление породило самого успешного исполнителя страны по числу проданных записей — Слима Дасти. В настоящее время наибольшую популярность получают кантри-кроссоверы. Влияние кантри ощущается в творчестве таких исполнителей как Ник Кейв и The John Butler trio.
Известными произведениями кантри являются Click Go The Shears («Щёлкайте ножницами», народная), Lights on the Hill («Огни на холме», 1973), I Honestly Love You («Если честно, я люблю тебя», 1974) и Not Pretty Enough («Недостаточно красива», 2002).

### Рок-музыка

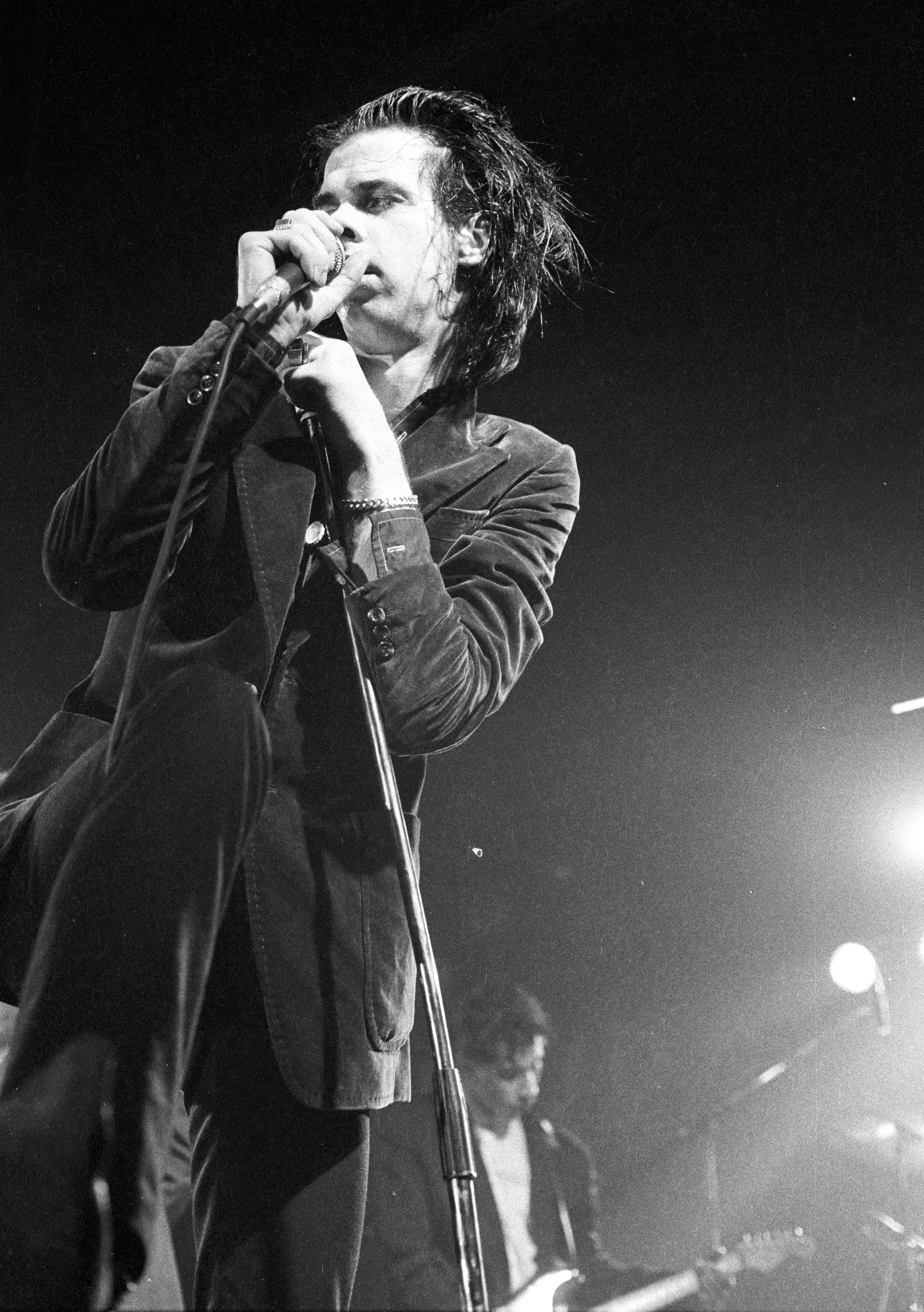
Выступление Ника Кейва в 1986 году

В середине 1956 году в Австралии вышел первый рок-н-ролльный сингл Rock Around the Clock, ставший самым продаваемым в стране за историю музыкальной индустрии. С 1950-х в Австралии проходили гастроли многих популярных исполнителей из США, включая Bill Haley & His Comets, Литтл Ричарда, Бо Диддли, Эдди Кокрана и Джина Винсента. В те же годы началась карьера австралийского представителя жанра Джонни О’Кифа.
В 1964 году на смену первому поколению исполнителей пришли группы, вдохновлённые творчеством The Beatles. Основной импульс этому движению придали австралийские гастроли знаменитой британской группы. Среди наиболее популярных — Bee Gees, Jethro Tull и певец Норми Роуи, признанный самым популярным вокалистом Австралии. В это же время на австралийскую сцену вышли исполнители Новой Зеландии, например группа McPhee.
Примерно в 1970-е годы произошла очередная смена поколений и стилей. Одним из важных факторов, оказавших влияние на развитие австралийского рока, стал спор правообладателей с коммерческими радиостанциями, в результате которого в эфир перестали выходить новые произведения западных исполнителей. Им на замену нашлись местные группы, которые не только перепели иностранные песни, но и смогли выработать своё особое звучание. Среди них были AC/DC, Radio Birdman, а среди солистов — Редди, Хелен. На пост-панк-сцене появился Ник Кейв как участник группы The Boys Next Door.
В 1980-х годах австралийский рок обретает независимость. Новые группы, появившиеся в это время — TISM, Men at Work, Divinyls и Hoodoo Gurus. В 1990-е годы мировым успехом пользуются появившиеся в разное время австралийские группы AC/DC, INXS, The Bad Seeds, Midnight Oil.

#### Альтернативный рок
Альтернативный рок начал завоёвывать популярность в Австралии в 1990-е годы. Австралийские группы Savage Garden и Silverchair, завоевав публику на родине, повторили успех и в Соединённых Штатах. Одной из составляющих успеха альтернативных групп стала трансляция в эфир их композиций на радиостанции Triple J, ориентированной на это направление начиная со своего появления в 1975 году. Другим мероприятием, популяризирующим альтернативную сцену, стал фестиваль The Big Day Out, на котором выступают как австралийские, так и зарубежные группы, играющие в различных жанрах.

### Электронная музыка
Расцвет электронной музыки в Австралии относят к 1990-м годам. Одним из первых представителей жанра стала группа Severed Heads, созданная в 1979 году и впервые выступившая на фестивале The Big Day Out. Группа The Avalanches получила международное признание с дебютным альбомом Since I Left You, который считается одним из величайших австралийских музыкальных альбомов.
Жанр получил поддержку в виде подразделения электронной музыки, сформированного в Аделаидском университете и предлагающем учебную студию и изучение музыкальной техники. В Мельбурне была открыта Школа синтеза. В этом городе жанр считается самым популярным, ему посвящено несколько фестивалей.
Популярные группы, играющие в этом жанре — Angelspit, Cut Copy, The Presets, Miami Horror, Bag Raiders, The Potbelleez, Art vs. Science, Empire of the Sun и Pnau. The Presets в 2009 году стала обладателем награды ARIA Music Award, что свидетельствует о широком интересе публики к данному виду творчества. Первый альбом группы Pnau, Sambanova, вышел в 1999 году, когда австралийцы считали, что жанр электронной музыки умирает, однако с тех пор группа успешно гастролирует в США и Европе, доказывая, что этот жанр возрождается.
Среди австралийских диджеев мировую известность завоевал Dirty South, неоднократно появлявшийся в ежегодных списках сотни лучших исполнителей журнала DJ Mag. В последние годы фестиваль электронной музыки Stereosonic превзошёл по количеству зрителей австралийские фестивали, посвящённые другим музыкальным жанрам.